# Tante
En tante er en kvinde, som er søster eller svigerinde til ens mor eller far. Man kan derfor ikke være sikker på, om den, der bruger ordet "tante", taler om en kvinde, der er genetisk beslægtet med personen selv, eller en person, der er ubeslægtet med personen selv. Nogle bruger de mere præcise betegnelser moster (mors søster) og faster (fars søster) om personer, man er i kødelig familie med, og tante om personer, der er gift ind i familien, mens andre bruger tante i begge tilfælde. 
En mand med tilsvarende slægtskabsforhold som en tante kaldes en onkel, med samme usikkerhed i betydningen: enten beslægtet (morbror eller farbror) eller ubeslægtet. Ens mors eller fars tante kaldes en grandtante.